# Maison natale de Jovan Šerbanović à Laznica
La maison natale de Jovan Šerbanović à Laznica (en serbe cyrillique : Родна кућа народног хероја Јована Шербановића у Лазници ; en serbe latin : Rodna kuća narodnog heroja Jovana Šerbanovića u Laznici) se trouve à Laznica, dans la municipalité de Žagubica et dans le district de Braničevo, en Serbie. Elle est inscrite sur la liste des monuments culturels protégés de la république de Serbie (identifiant no SK 1720).

## Présentation
Jovan Šerbanović (1919-1944) est un héros national né à Laznica. Membre du Parti communiste de Yougoslavie à partir de 1939, il a été une figure importante de la lutte de libération nationale dans l'est de la Serbie. Il est mort en 1944 à Sige près de Žagubica et, en 1949, il a été proclamé héros national de la Yougoslavie.
La maison a été construite à la fin du XIXe siècle ou au début du XXe siècle. Son plan prend la forme de la lettre cyrillique « Г » ; elle est faite de lattes intégrées dans une structure de colombages avec un remplissage composite à base de boue ; les murs sont enduits de mortier de boue à l'extérieur comme à l'intérieur. L'espace intérieur est constitué d'une entrée qui donne accès à deux pièces à usage économique et de la « kuća », c'est-à-dire la « maison » au sens restreint du terme, avec une pièce supplémentaire. Les plafonds sont construits en bois et le toit est aujourd'hui recouvert de tuiles.
La maison a été transformée en un musée qui abrite une collection ethnographique permanente ; dans la cour se trouve un buste de Jovan Šerbanović.